# Верхня Салда
Верхня Салда́ (рос. Верхняя Салда) — місто, центр Верхньосалдинського міського округу Свердловської області.

## Географія
Місто розташоване на річці Салда, за 176 км на північ від Єкатеринбургу та за 30 км на схід від Нижнього Тагілу.

## Історія
Верхня Салда була заснована 1777 року. Історія міста тісно пов'язана з діяльністю промисловців Демидових. Будівництво салдинського чавуноплавильного і залізовиробничого заводу почалося 1778 року. Одночасно виникло селище, у яке потягнулися люди з навколишніх поселень. Завод отримав міжнародну популярність завдяки своїй продукції — сортовому прокату. З будівництвом заводу металоконструкцій і мостів почався новий період в історії селища Верхня Салда. З 25 лютого 1929 року — робітниче селище Верхня Салда. Це призвело до зростання числа жителів і, як наслідок, до отримання статусу міста 24 грудня 1938 року.

## Населення
Населення — 46221 особа (2010, 51195 у 2002).

## Економіка
В даний час Верхня Салда — розвинений індустріальний центр. Тут знаходиться найбільше в світі підприємство, що випускає вироби з титану і його сплавів (ПАТ «Корпорація ВСМПО-Авісма»).
Також в числі міських підприємств чавуноливарний завод та хлібокомбінат.

## Відомі люди
В місті народився Журавльов Анатолій Анатолійович (нар. 1964) — радянський та російський актор театру і кіно.
В місті народилася Ареф'єва Ольга Вікторівна (нар. 1966) — російська співачка, поетесса та музикант. Засновник та лідер гурту «Ковчєг»

### Галерея

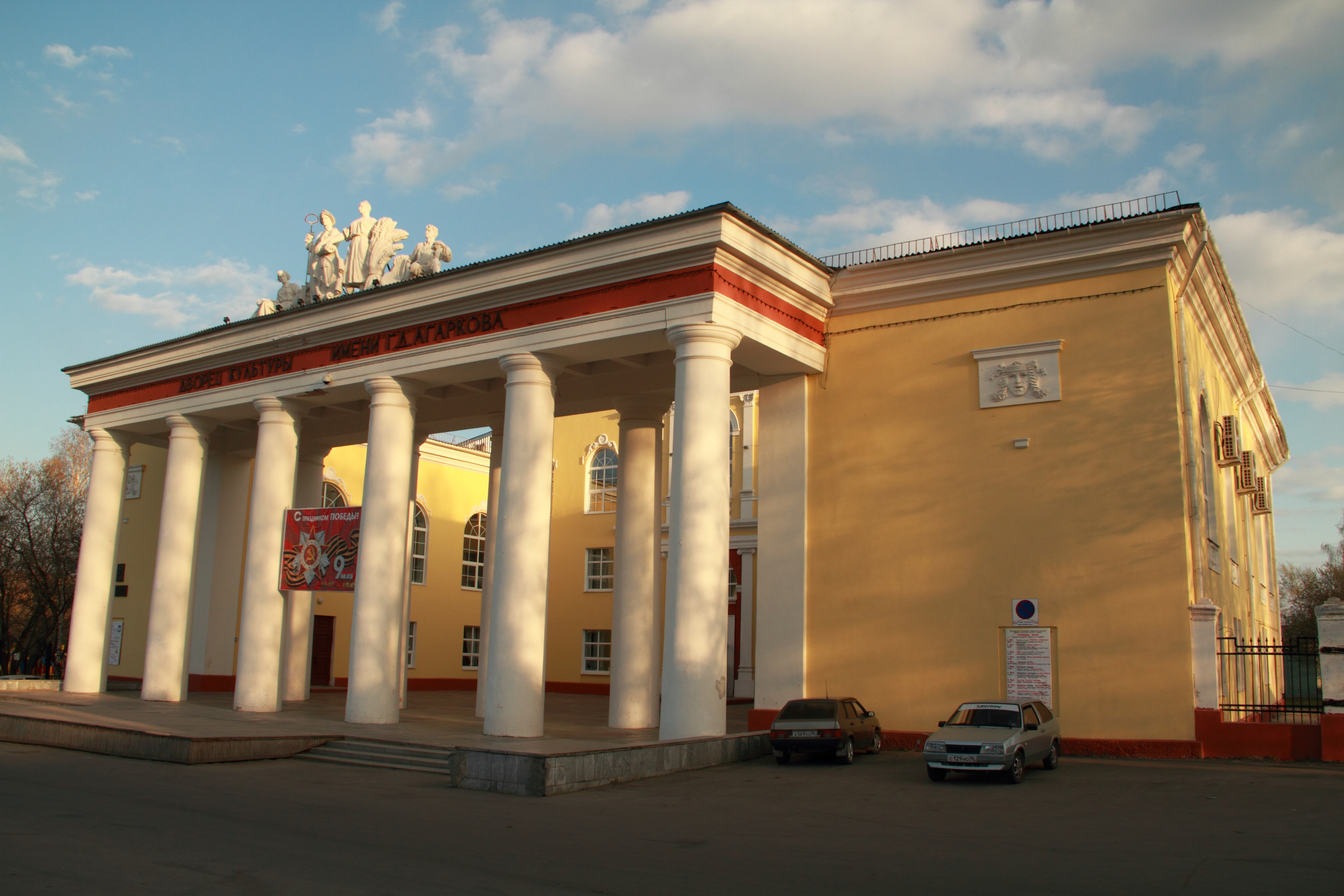
Палац культури ім. Г. Д. Агаркова.
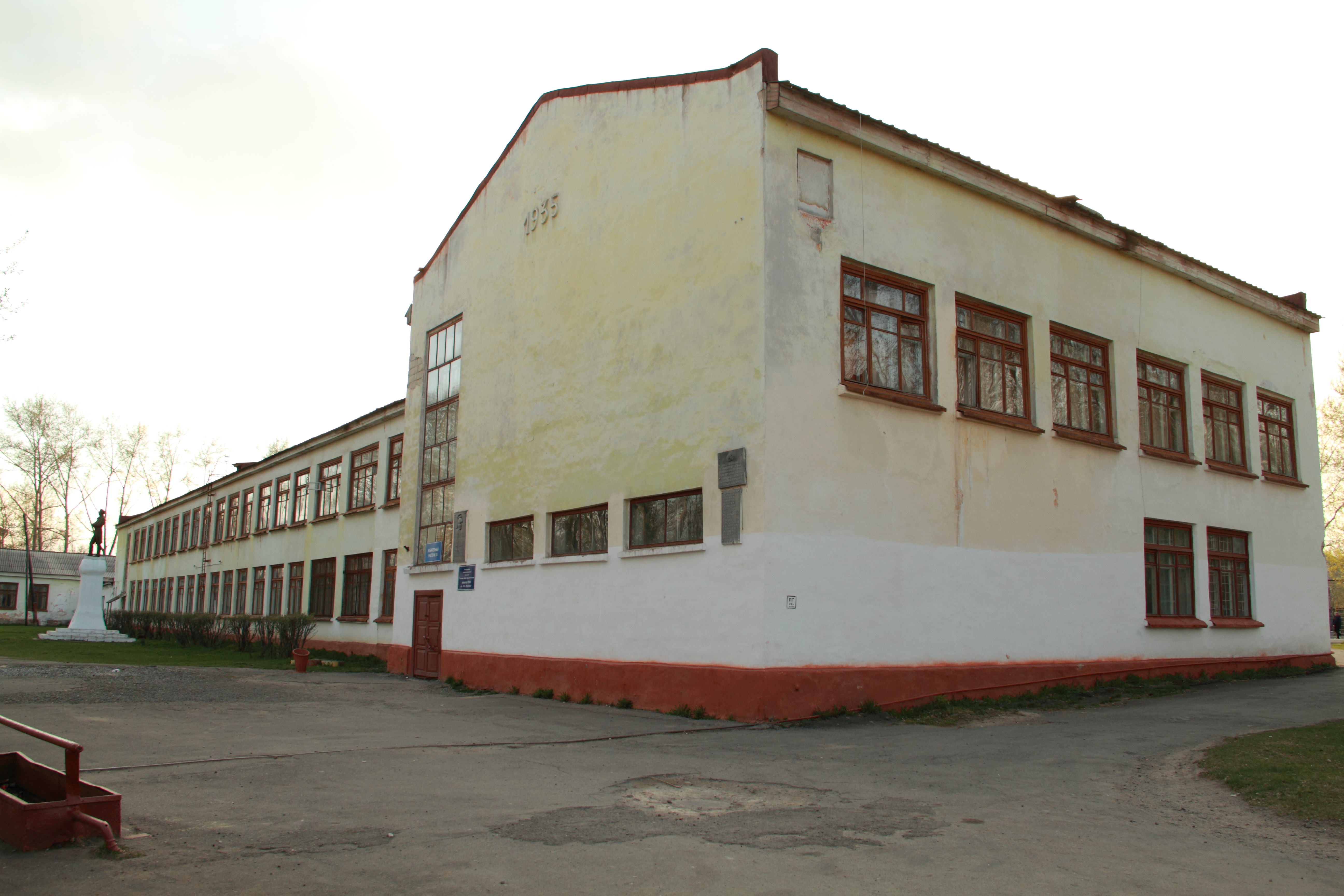
Середня школа № 1 ім. О. С. Пушкина (знесений будинок).
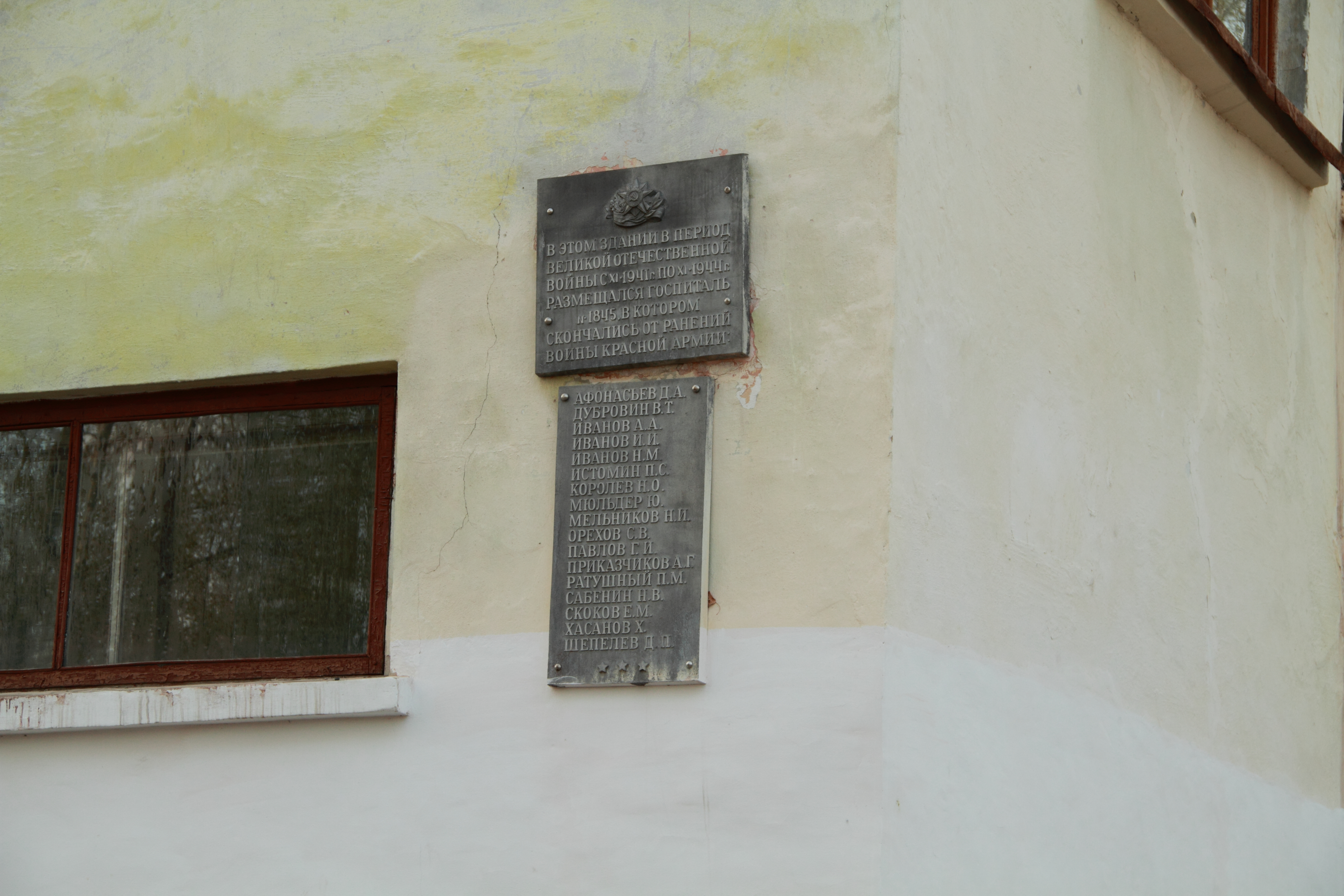
Меморіальна дошка Школи № 1 в пам'ять про евакогоспіталь № 1845 (в будівлі школи із 1941 по 1943 роки).
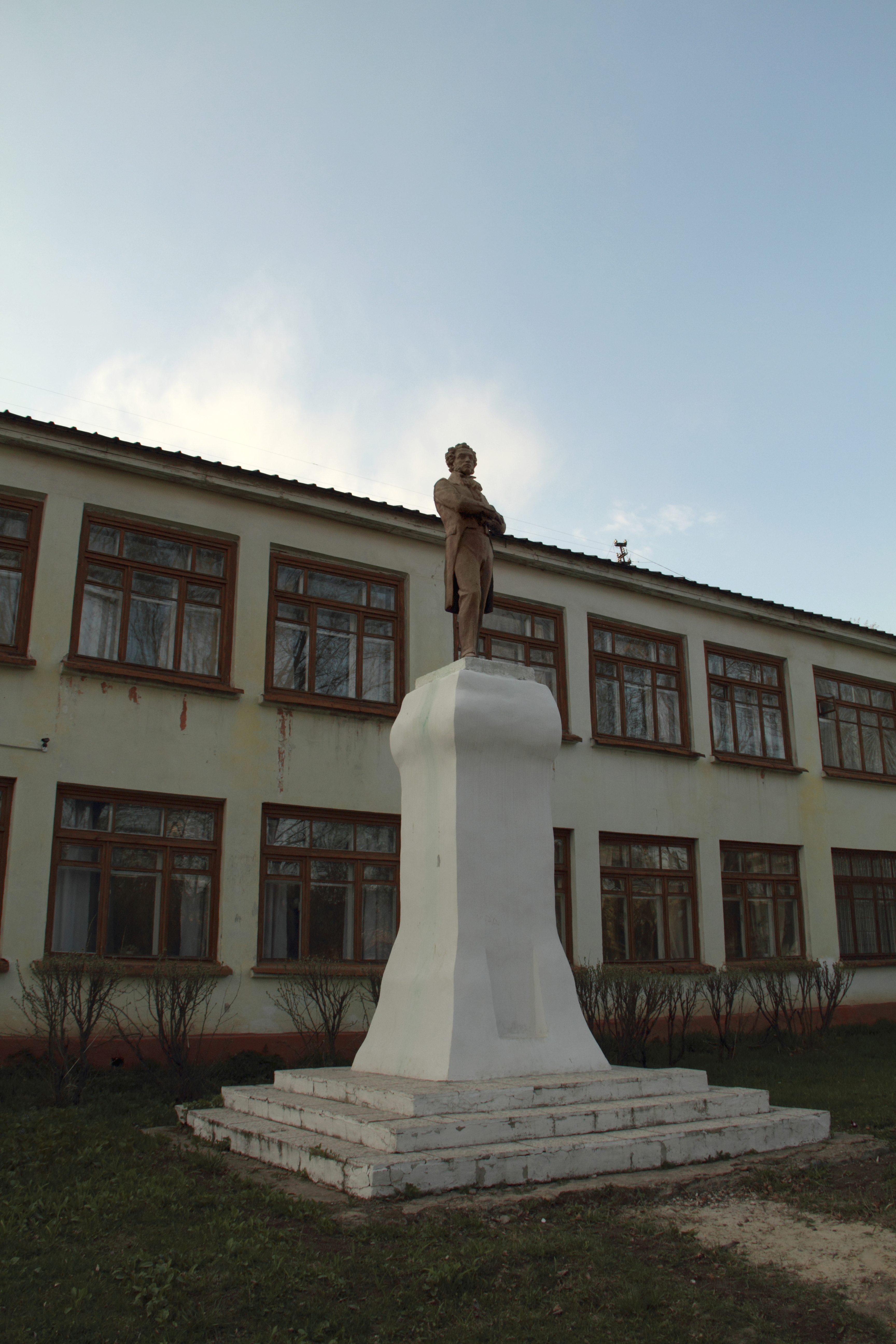
Пам'ятник Пушкину О. С. біля школи № 1. (До знесення)
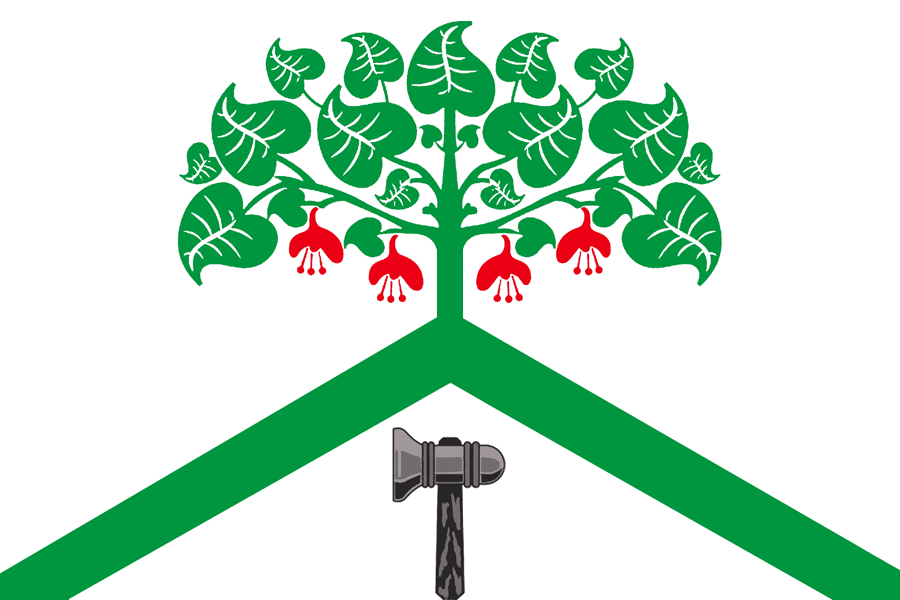
Прапор Верхньосалдинського Округу